# Moros y cristianos de Caravaca
La festividad de moros y cristianos de Caravaca es un evento festero que tiene lugar los días 2, 3 y 4 de mayo en el municipio de Caravaca de la Cruz (Murcia) España, en el marco de las fiestas patronales en honor a la Santísima y Vera Cruz de Caravaca, entre los días 1 y 5 de mayo.

## Celebración.
La celebración de moros y cristianos en Caravaca de la Cruz, al igual que en otras poblaciones levantinas, consiste en la salida a la calle representando el periodo medieval de la Reconquista, con la particularidad, en el caso del municipio, de no hacerlo por filades, sino en bloque con hasta 100 componentes en total. Asimismo, también se destacan, en general, por trajes más sobrios e históricamente precisos que en otras localidades alicantinas o valencianas, donde prima un aura más fantástica. Por último, entre sus particularidades también cabe destacar el hecho de su marcado carácter religioso, pues los días 2 y 3 de mayo, los desfiles de moros y cristianos en Caravaca son en realidad procesiones para acompañar a la Patrona de la localidad a los diferentes lugares de la ciudad que se recorren con motivo de las festividades religiosas. Cabe destacar que los moroso y cristianos de Caravaca son los más antiguos de los que se tiene constancia en la Región de Murcia (constatados ya en el s.XIX), aunque no sería hasta 1959, año conocido como de la Renovación de las Fiestas, cuando empezaron a tomar su forma actual, con clara raigambre popular y festiva. 

### Día 2 de mayo.
Por la mañana se produce la tradicional Misa de la Aparición en el Templete donde participan los Reyes Moros y Cristianos, rememorando la milagrosa aparición de la Vera Cruz en la localidad durante el siglo XIII, según la leyenda. Esa misma mañana los grupos moros y cristianos preceden a los caballos del vino en el pasacalles hasta el castillo de Caravaca, en cuyo interior se encuentra la Basílica de la Vera Cruz. Tras la carrera de los caballos del vino, tiene lugar una batalla entre moros y cristianos celebrada a las puertas de la fortaleza. Esta batalla tiene como resultado la victoria del Bando Moro. Con motivo de la misma, los cristianos se ven obligados al traslado de la reliquia fuera de los muros del castillo, a la seguridad que ofrece la Parroquia del Salvador. Se trata, en realidad, del origen mismo del festejo caravaqueño, en el que la Vera Cruz era reubicada unos días de la fortaleza a la iglesia mayor de la localidad, acercándola a los vecinos.

### Día 3 de mayo.
En este día se celebra en el mundo Católico la festividad de la Santísima Cruz, comenzando la jornada con el desfile infantil, dónde los bandos Moro y Cristiano sacan a la calle a sus miembros más jóvenes, acompañados de los Infantes de Castilla y los Príncipes de al-Ándalus. Por la tarde tiene lugar la procesión del baño, cuando los grupos moros y cristianos desfilan por el casco antiguo caravaqueño, desde la parroquia del Salvador, seguidos de la Santísima Cruz, hasta llegar al templete, donde se produce el Baño de la Cruz, ritual originario de las fiestas y destinado a pedir por la cosecha sana y abundante. Una vez terminado el desfile de moros y cristianos tiene lugar el Parlamento protagonizado por el Sultán Moro (Ceyt-Abuceit) y el Rey Cristiano (Fernando III), quienes tratan, infructuosamente, de alcanzar un acuerdo de paz entre ambas partes. Tras el Parlamento se produce una segunda batalla, esta vez resultando vencedores los cristianos, permitiendo que la reliquia pueda bajar desde la cuesta homónima hasta el templete - bañadero en el que se produce el citado baño de purificación de las aguas, tras el cual, moros y cristianos acompañan de nuevo a la Vera Cruz de vuelta a su residencia temporal en el Salvador.

### Día 4 de mayo.
El día 4 de mayo constituye el único día de la festividad en que no existe una conexión directa con los actos religiosos, consistiendo el festejo en un gran desfile de moros y cristianos en que ambos bandos lucen sus mejores galas y acompañan la música con bailes coreografiados por las propias componentes de cada uno de los grupos cristianos y kábilas moras. La parada recorre toda la Gran Vía de la localidad y finaliza en la Plaza del Arco, bajo el Ayuntamiento de Caravaca.

## Bando Moro.
El Bando Moro se constituyó, rigurosamente, en 1969 con el objetivo de servir de agrupación a las diferentes kábilas que desde hacía para entonces ya una década se habían ido creando después de la Renovación de las Fiestas en 1959. Además de representar a las diversas kábilas, el Bando Moro también realiza múltiples actividades para los kabileños y para el mayor desarrollo de las fiestas en honor a la Stma. y Vera Cruz. Entre ellas destaca el Día o Baile del Moro, celebrado dos fines de semana antes del primer día de mayo, siendo un día de convivencia para todas las kábilas. Asimismo, el Bando Moro también se encarga del nombramiento y de los sultanes, representantes de todo el bando y protagonistas indiscutibles, junto a la parte cristiana, del Parlamento del día 3 de mayo. Asimismo, estos sultanes cuentan con su contraparte infantil, los príncipes de Al- Ándalus, que representan a los muchos niños y jóvenes que activamente participan en los desfiles y, en especial, en el desfile infantil de la mañana del tercero de mayo. 

### Kábilas moras.
En la actualidad el Bando Moro se compone de hasta 16 kábilas, la mayoría de ellas con contrapartes masculina y femenina, así como algunos subgrupos de jóvenes que dependen de sus mayores. Estas kábilas (nombre procedente de la antigua agrupación tribal de los bereberes del Norte de África) reciben diferentes nombres, tanto históricos como legendarios, basándose en la tradición histórica y mítica de la villa de Caravaca. En este sentido, las kábilas actuales se orden y desfilan en orden inverso a su fecha de fundación, precediendo siempre la femenina a la masculina. 
Así, las primeras kábilas son Abul Khatar y Abul Khatar femenino, fundadas en 1959 y 1995 respectivamente. Dos de los grupos más emblemáticos, en especial por el estruendo que provocan sus trabucos de pólvora, representan el espíritu de la tradición que ellos mismos inventaron hace ya más de 60 años y que perpetúan ininterrumpidamente desde la Renovación de las Fiestas, habiendo sido también parte fundamental en una segunda renovación: la incorporación de la mujer al mundo festero. 
Tras estos siguen los Reales Halcones Negros del Desierto y su respectivo femenino, quienes se han destacado por el mantenimiento en el tiempo de su característico vestuario, procedente de la misma Arabia Saudita, solicitado por su primer "emir", Jesús Navarro Navarro, quien para mayor veracidad cultural solicitó una pieza de lujo a la lejana península de Oriente Próximo en el año de su fundación, 1960. Desde entonces la kábila no ha hecho sino crecer, en especial con el ya desaparecido grupo joven de los Taifas del Desierto, pero también gracias a su grupo femenino, creada en 1994 y que ha sido pionera en el vestuario femenino del Bando Moro.
La kábila de Dragonas Rojas, no siendo tan antigua como sus predecesoras en el orden de prelación, ocupan un lugar de honor tras Halcones y frente a los Almohades al ser la refundación, en 1996 de la kábila homónima que en su día era únicamente masculina. Su peculiar nombre procede de los dragones de este color que se exhiben en la fachada del castillo de la localidad, entendidos como un símbolo exótico y representativo de Caravaca en sí mismo. 
Algo similar a lo dicho con las Dragonas Rojas ocurre con la siguiente kábila, la de los Almohades, que ya fuera fundada en 1960, extinguida poco después en su rama masculina y a principios del siglo XXI también la femenina. Sin embargo, en 2024 un nuevo grupo de almohades, hombres y mujeres, recuperan la tradición bereber del califato del Norte de África, con colores oscuros como son propios de la historia de este pueblo, pero también con claros caracteres románticos y fantásticos, como las espingardas de los siglos XV y XVI.
También imbuidos de esa inspiración romántica tan propia de los cuadros historicistas del siglo XIX caben destacarse a las kábilas de Rifeños y Esclavas Rifeñas. Fundadas en 1960 y 1995 respectivamente destacan por un origen casi teatral del que emanan esa estética y espectáculo tan característicos de la kábila. Grandes del Bando Moro por derecho propio, los rifeños no perdieron su esencia después de desaparecer y ser refundados en 1992 y no han hecho sino crecer en ese tiempo y, en especial, su grupo femenino, compuesto por un amplio número de jóvenes tras su exitoso traje de seda rojo y pastel que ha supuesto una verdadera clase maestra de confección y diseño, basándose tanto en registros antropológicos e históricos como en otros puramente fantasiosos y románticos. Todo ello, además, amenizado por el célebre himno, el primero escrito por el ilustre compositor caravaqueño Ignacio Sánchez Navarro, "Piropo Rifeño".
Si bien no se puede hablar de unas kábilas mayores que otras, no hay duda de que, desde su aparición en el escenario festero en 1971, la kábila Ceyt Abuceyt (nombre del mítico sultán que se convirtió al cristianismo luego de la milagrosa aparición de la Vera Cruz, motivo por el que es el único grupo moro que, junto a la media luna, exhibe también la reliquia cristiana) se ha ganado un asiento destacado entre los estamentos festeros por derecho propio. La aparición de un traje nuevo entre sus filas es siempre motivo de debate y expectación entre los caravqueños y han demostrado su buen saber hacer siempre al ritmo de la emblemática "Tabú", la gran marcha compuesta para ellos y que es un himno, no solo para la kábila, sino para todo el pueblo en su conjunto. Si bien la sombra del sultán Ceyt Abuceyt es alargada, la de su sultana no lo es menos pues, desde su fundación en 1992, como remanente del conocido como "grupo joven" la kábila de las Ceyt Abuceyt femenino no ha dejado de crecer tanto en número (siendo la kábila más numerosa con más de 100 componentes en las calles) como en vistosidad, con elaboradísimas danzas sumadas a un vestuario superlativo que alcanzó su cénit, en lo que a la opinión general del pueblo caravaqueño respecta, con su traje blanco y lila, que aunó la fuerza de la visión en solitario, pero, sobre todo, en el conjunto. 
Muy reconocidos por los muchos eventos que realizan, como conciertos o las cada vez más reconocidas cenas mozárabes, las kábilas de los Almorávides y los Almorávides Femenino (1980  y 1984 respectivamente) son dos de esos nombres cuyo eco resuena en la historia pues, en efecto, lo deben el histórico emirato que en su momento ocupó la Península y el Norte de África. La media luna blanca sobre un fondo negro es su emblema y su forma de festejar no ha pasado nunca desapercibida entre los días 1 y 5 de mayo, acompañando a la patrona, vestidos, hasta en sus últimos momentos, siendo los únicos que procesionan el día 5 de mayo en la subida al castillo aún vestidos de época y portando antorchas (con la no poco reseñable excepción del año 2022 en el que todos los moros y cristianos ascendieron vestidos al castillo acompañando a la Vera Cruz al no haberlo podido hacer en los días previos a causa de las lluvias y tras dos años sin festejos por la pandemia de COVID-19).
Pero si el fuego de los almorávides anuncia su llegada, el olor del incienso hace lo propio con las kábilas de los y las Yusuf Ibn Abderramán Al-Firi, nombre tomado de uno de los primeros emires de Al - Ándalus y una de las kábilas de espíritu joven que en el momento de su fundación, en 1981, fueron toda una revolución por su forma incansable de hacer fiesta, así como por su original propuesta con pieles de gacela como estandartes. Tanto se podría decir de su contraparte femenina, concebida con el nuevo milenio, concretamente en 2002, traían consigo un espíritu juvenil y renovador que ha servido para dar un nuevo impulso a esta emblemática kábila. 
Cierran el Bando Moro dos kábilas más, una femenina y otra masculina. La primera de ellas, las Anara Sweik Bedú, creadas en 1992, marcaron una revolución en sí mismas. Sin kábila masculina a la que adscribirse fundaron la suya propia de manera independiente, demostrando la importancia y necesidad de la mujer en la fiesta y poniendo las bases para otras futuras kábilas y grupos cristianos que seguirían su ejemplo. Por su parte, la kábila que cierra el Bando Moro recibe el nombre del mítico califa andalusí, Alhakem, de 1984, desfilando al son de su marcha homónima en la que se hace referencia a esta histórica figura como "califa del mundo, Alhakem de Allah", siendo un broche de oro, nunca mejor dicho, por sus grandes hombreras de este dorado metal, al magnífico conjunto de los enemigos de los cristianos.

## Bando Cristiano
Al igual que el Bando Moro, el Cristiano es una federación que representa los intereses y aúna a la totalidad de los grupos cristianos, masculinos y femeninos, que participan en la celebración de las fiestas patronales en honor a la Stma. y Vera Cruz. Este fue fundado en 1960 por los grupos templario y santiaguista, dos agrupaciones que hunden sus orígenes en la historia misma de Caravaca, ciudad gobernada en el siglo XIII por estas dos órdenes religiosas. Los 14 grupos que componen en la actualidad el Bando Cristiano son activos festeros que llevan sus actividades más allá de los primeros 5 días de mayo (días en los que se destacan no solo los desfiles procesionales, sino también actividades de toda naturaleza como comidas y banquetes, conciertos y entradas de bandas) con jornadas tan sonadas como el Día o Baile del Cristiano, celebrado 3 fines de semana antes de la llegada de las fiestas patronales, en la que se celebra un día de convivencia y la cada vez más popular y arraigada ruta de las tapas de los diferentes grupos, órdenes y mesnadas. 
El Bando Cristiano es, por tanto, parte esencial de las celebraciones en honor a la Vera Cruz de Caravaca y suponen el contrapunto necesario a los turbantes y cimitarras de los que forman el Bando Moro, dando como resultado con todo ello un espectáculo de historia y algarabía que llenan las calles de la ciudad durante los 5 intensos días que duran las Fiestas de Caravaca de la Cruz.

### Grupos cristianos.
Al contrario de lo que ocurre en el Bando Moro, el Cristiano desfila en orden inverso a la antigüedad de sus grupos, siendo el más antiguo, el mismo que fundó el propio Bando, junto con Santiago, en 1960, el encargado de cerrar el desfile y, el más nuevo, de abrirlo. No obstante, esta norma encuentra una reseñable excepción pues, en realidad, quien abre el desfile del Bando Cristiano es la Real Banda de Tambores y Cornetas de la Vera Cruz, creada en 1962 por uno de los históricos personajes del Bando como fue Pablo Guerrero cuya estela fue clave para la conformación de este grupo que al ritmo de su música marcial no solo anunciaba la llegada de los cristianos, sino que servía en numerosos actos, así como en momentos tan significativos como los toques a batalla y a retirada durante los combates de los días 2 y 3 de mayo.
Al margen de la popularmente conocida como Banda de Pablo, el resto de los grupos desfilan en el anteriormente citado orden de más jóvenes a más veteranos, siendo los tres primeros un triunvirato que con asiduidad desfila conjuntamente, como lo hubieran hecho en su momento los cristianos de la Edad Media, uniendo entre sus filas tanto a hombres como mujeres. El primero de estos tres grupos es el neófito del Bando Cristiano, fundados en 2010, se trata de las Milicias Populares de los Nobles Caballeros Cruzados de la Villa de la Vera Cruz, grupo nacido de un ferviente interés por la recreación histórica y, en especial, del periodo medieval que las fiestas representan. Caracterizados por una indumentaria modesta y guerrera, sus componentes reviven las experiencias de algún posible caballero caravaqueño que hubiera participado en las cruzadas de Tierra Santa y regresado luego al hogar para la defensa de la Vera Cruz. Desde su cada vez más lejana fundación, el grupo ha ido creciendo en identidad y número, siendo ahora uno de los más reconocibles e ilustres portadores de la bandera del Bando Cristiano. El segundo de los grupos que suele conformar esta unión inicial es la Orden de Calatrava, muy reconocibles caballeros, que recientemente han incorporado damas entre sus filas vestidas de manera similar a los tradicionales caballeros, siempre armados con ballesta y capucha como principales señas de identidad, así como un marcado carácter monástico. No en vano, proclamas en estandartes y una virgen preceden al grupo en su bajada de la Cuesta de la Cruz el día 3 de mayo y se han convertido en toda una seña de identidad para el Bando Cristiano desde su fundación en 2006. En cuanto al tercero de estos tres primeros grupos, después de la triste desaparición de Caballeros de Castilla, nos queda su contraparte aragonesa, pues desde 1997 el grupo de Mesnadas de Nobles Aragoneses ha traído a Caravaca caballeros de la vecina corona del Mediterráneo que tan determinantes fueron en la conquista de la taifa de Murcia durante el siglo XIII y aún más en el XIV. Las Mesnadas de Nobles Aragoneses no diferencian entre damas y caballeros, pues además están unidos por fuertes vínculos de amistad y familiares que le confieren un carácter único y de gran raigambre festera. 
Si bien es cierto que los aragoneses propiamente dichos llegaron a Caravaca en 1997, seis años antes ya lo habían hecho sus bandas de mercenarios. Los Almogávares, los salvajes mercenarios de origen musulmán al servicio de la Corona de Aragón nacieron en 1991 con un carácter único, refrescante y joven. Promotores de una peña caballista hoy desaparecida, son además depositarios de una forma única de desfilar aunando los pasos moros y cristiano en tanto que no dejan de estar a medio camino de ambos mundos. En sus pesadas mandobles se reza el himno y lema del grupo, el mítico desperta ferro (despierta hierro), grito de guerra de estos mercenarios del mediterráneo, que se acompaña de los ladridos de los perros de caza y guerra que a menudo les acompañan en los desfiles. 
Tras los adustos almogávares llega el turno de una de las históricas órdenes de Caravaca, la Orden de Santiago, comendadores de la villa hasta 1873. Es por ello que no resulta extraño que en 1960, tras la de los templarios (la segunda orden religiosa que rigió Caravaca en el medievo) fuera la de Santiago la segunda agrupación festera creada para las fiestas patronales. Si bien desapareció poco después, fue en 1989 cuando el grupo vio la luz de nuevo de manos de unos jóvenes que revivieron el espíritu de sus predecesores, creando una mesnada con fuerte tradición que se sustenta en la base histórica de la orden, siempre vestidos de blanco y cruz roja, adornando su vestuario con vieras del Camino del Santiago y altos estandartes que se mueven al son de "Orgullo santiaguista", la célebre marcha que para ellos compuso Ignacio Sánchez Navarro, el gran compositor caravaqueño de marchas moras y cristianas.
Con permiso de Navarra, desde este punto, las órdenes religioso - militares serán la norma en el desfile cristiano, pues a Santiago les siguen los dos grupos de las damas y los caballeros de San Jorge de Alfama, grupos sin duda paradigmáticos en el festejo caravaqueño. Este se fundó, en su vertiente masculina, en 1976, a la que se unieron las damas en 2005, siendo desde entonces garantes de la más altas cotas festeras, con una gran pasión por llevar música y diversión a todo el pueblo de Caravaca. Bien sea en su magnífico refugio, espacio de conciertos y todo tipo de fiestas y celebraciones durante todo el año; o en las propias calles con marchas tan emblemáticas como la Marcha Radetzky o los grandes himnos del grupo: "Caballeros de San Jorge" y "Llorando por Granada", ambas composiciones del grupo Los Puntos cuyo cantante Juan "Jota" Cano fue caballero de este grupo, San Jorge es sinónimo de música y fiesta. El grupo, desde su creación, no ha hecho sino crecer gracias al ya extinto subgrupo de Infantes de San Jorge, que ahora forman con sus mayores; y a las presencia de las damas quienes han sabido renovar el vestuario festero femenino de manera revolucionaria pues, si para los 90 la revolución femenina fue abandonar los trajes masculinos por otros de damas, a comienzos de la década de 2010 las damas de San Jorge rompieron de nuevo el molde con su traje guerrero de cuero, todo un éxito que no dejó a nadie indiferente y que ha marcado un verdadero hito en Bando Cristiano. 
El final del desfile está marcado por tres grandes grupos que prácticamente pueden considerarse instituciones en sí mismas, todas ellas compuestas de dos grupos de damas y caballeros. La primera de estas agrupaciones dobles es la de las Damas y Caballeros de Navarra. Fundados en 1992 y 1965 respectivamente, damas y caballeros de Navarra son dos de los grupos más numerosos de las fiestas, garantes del saber hacer cristiano, con múltiples actividades en su polifacética sede y un rico vestuario destacado por el carácter guerrero de sus caballeros, armados con pieles y hachas, y la sofisticación y lujo de sus damas, vestidas con todo tipo de joyas doradas y perladas. Pero su actuación no se ha limitado solo a Caravaca pues en los últimos años han creado un fuerte vínculo con diferentes municipios de la Comunidad Foral de Navarra habiendo incluso desfilado en muchas ocasiones en municipios del norte de España. Navarra es la perfecta unión de la delicadeza y la fuerza, el palacio y la guerra, lo local y lo nacional y por todo ello se han ganado, por derecho propio, el ser considerados como uno de los grandes grupos del Bando Cristiano que marchan al son de "Caballeros de Navarra", obra, cómo no, del incansable Ignacio Sánchez Navarro. 
El penúltimo de los grupos cristiano, fundado en 1963 en su versión masculina y en 1989 en la femenina, es la de la Orden de los Caballeros de San Juan Jerusalén y Acre, los más rectos, estrictos y firmes de entre todas las órdenes que desfilan en Caravaca, pues su orgullo ha sido siempre el de las marchas perfeccionadas luego de décadas en las calles caravaqueñas. La maza es su gran emblema, así como el color negro representativo de su vestuario, ampliamente basado en registros históricos que les confiere un carácter verista muy reseñable. Desde el lejano 1963, el grupo ha crecido significativamente, sobre todo gracias al grupo de los Infantes de San Juan, así como a sus damas, ejemplo asimismo de unión con sus caballeros, conjugando con gran acierto el vestuario de unos y otros. Pero San Juan no solo es grande en número, sino también en su aportación al festejo caravaqueño, pues en sus muchos años de historia han traído a la vida todo tipo de actividades de gran valor. Entre ellas se destacan algunas como la Jura del Rey, cena medieval en que se corona a los Reyes de Castilla del Bando Cristiano, así como las recogidas de los mismos monarcas que protagonizan siempre el 2 de mayo y a los que asiduamente acompañan en los desfiles. También famoso es su romancero, objeto del terror de aquellos que se someten a su pluma satírica acompañada de caricaturas y dibujos. Por no hablar de la gran implicación de los sanjunistas en la creación de lo que se conoce ahora como "prefiestas" ya que fueron inauguradores del ya legendario "Baile de la maza" (no en vano arma que es su emblema) y que a día de hoy recibe el nombre de Baile del Cristiano y es día de convivencia de todo el Bando. Por todo ello, Caballeros y Damas de San Juan son un grupo histórico digno de gran admiración y envidia en los desfiles de los más desacompasados, cargando a sus hombros el peso de una gran tradición y de un gran saber hacer en las calles. 
Encuentra el Bando Cristiano un cierre inmejorable, pues este cometido queda a cargo de su más vetusta orden, fundadora en 1960 del propio Bando e iniciadora de la Renovación de las Fiestas con su fundación, junto a la de Abul Khatar, en 1959. Esta no es otra que la Soberana Orden del Temple, caballeros a los que en Caravaca se atribuyen numerosas leyendas como la que da origen a los Caballos del Vino o la propia aparición de la Santísima y Vera Cruz. Los templarios de Caravaca en sus más de 60 años de historia han crecido en número, constituyendo sus damas y caballeros dos de los grupos más numerosos, en especial gracias a la cantera de "sargentos templarios" que año tras año engrosan las filas de sus mayores. Pero también han crecido en tradición e influencia. Fundadores de tradiciones luego asimiladas por otros grupos como conciertos o cenas medievales (que aún realizan con asiduidad) son también promotores incansables de cambios en el mundo festero destacándose en el ámbito del vestuario con su icónico traje heráldico (personalizado cada uno en base a su escudo onomástico) y con otros trajes más "históricos", ampliamente basados en la tradición documentada de la Orden y que han dado lugar a un cambio significativo en la década de 2010 del vestuario guerrero del Bando Cristiano, abandonando la estética fantástica de los años 80 y 90 por una mucho más verista que, en el caso templario, se destaca por la sobriedad y solemnidad de una orden religiosa y militar, con cascos con celadas y pesados guanteletes metálicos. No menos relevantes han sido sus damas, quienes en 1989 supusieron toda una revolución al ser el primer grupo femenino independiente del Bando, además de las primeras en vestir al estilo de damas (antes lucían trajes masculinos o guerreros), siempre a juego con los trajes de los caballeros, incluyendo, como novedad, ahora ampliamente extendida, los desfiles con bailes coreografiados. Por todo ello, el Temple es sinónimo de tradición e innovación, de antigüedad y futuro y de principio y final, en definitiva, de blanco y negro, sus colores más característicos junto con el multicolor crisol que son sus trajes heráldicos.
- Datos: Q25403374